# Langsyne
Langsyne er et tidligere dansk hard rock-band, som aldrig opnåede at slå igennem for alvor, hverken på den internationale eller nationale scene. Bandet blev dannet i 1993 og eksisterede frem til deres opløsning 29. marts 2007. Blandt deres mest kendte numre er Celebration og The Final Words.

## Udgivelser
Album:
- Silent Storm (2005)

EP:
- Let there be wire (1999)
- The Human Trampoline (2000)
- Opportunity (2001)
- Muscle Rock (2002)
- [Langsyne] (2006)